# 関郵便局 (岐阜県)
関郵便局（せきゆうびんきょく）は岐阜県関市にある郵便局。民営化前の分類では集配普通郵便局であった。

## 概要
住所：〒501-3299 岐阜県関市平和通6-7-1

## 沿革
- 1872年6月25日（明治5年5月20日） - 関郵便取扱所として開設[1]。
- 1875年（明治8年）1月1日 - 関郵便局（五等）となる。同年10月7日より為替取扱を開始。
- 1879年（明治12年） - 貯金取扱を開始。
- 1889年（明治22年）4月1日 - 関郵便電信局となる。
- 1903年（明治36年）4月1日 - 通信官署官制の施行に伴い関郵便局となる。
- 1956年（昭和31年）9月21日 - 電話通話および和文電報受付事務の取扱を開始[2]。
- 1958年（昭和33年）3月1日 - 田原簡易郵便局の廃止に伴い、取扱事務を承継。
- 1961年（昭和36年）11月27日 - 関市本町二丁目から同市千年町二丁目に移転。
- 1969年（昭和44年）2月1日 - 倉知簡易郵便局の廃止に伴い、取扱事務を承継。
- 1998年（平成10年）9月1日 - 外国通貨の両替および旅行小切手の売買に関する業務取扱を開始。
- 2004年（平成16年）10月18日 - 関市千年町二丁目18から同市平和通六丁目7-1に移転[3]。
- 2006年（平成18年）10月1日 - 武芸川（むげがわ）郵便局から「501-26xx」区域の集配業務を移管[4]。
- 2007年（平成19年）10月1日 - 民営化に伴い、併設された郵便事業関支店に一部業務を移管。
- 2012年（平成24年）10月1日 - 日本郵便株式会社発足に伴い、郵便事業関支店を関郵便局に統合。

## 取扱内容
- 郵便、印紙、ゆうパック、内容証明
- 貯金、為替、振替、振込、国際送金、国債、投資信託
- 生命保険、バイク自賠責保険、自動車保険
- ゆうちょ銀行ATM
- 「501-32xx」「501-38xx」「501-39xx」区域（関市（合併以前からの関市域））、「501-26xx」区域（関市（旧武儀郡武芸川町域））の集配業務
- ゆうゆう窓口

## 周辺
- 岐阜県刃物会館
- TRIAL関店
- 関鍛冶伝承館
- 濃州関所茶屋
- フェザーミュージアム（フェザー安全剃刀関工場内）

## アクセス
- 長良川鉄道越美南線 せきてらす前駅から西へ約150m、徒歩で約4分。
- 関市内巡回バス「関郵便局前」停留所下車。
- 東海北陸自動車道 関ICから北東へ約3.5km。
- 国道248号沿い
- 駐車場あり：14台